# Oecetis hamochiensis
Oecetis hamochiensis là một loài Trichoptera trong họ Leptoceridae. Chúng phân bố ở miền Cổ bắc.